# Флаг Чебаркульского района
Флаг Чебарку́льского муниципального района — официальный символ Чебаркульского муниципального района Челябинской области Российской Федерации. Учреждён 25 марта 2003 года.

## Описание
«Флаг Чебаркульского района представляет собой прямоугольное полотнище с соотношением ширины к длине 2:3, разделённое по горизонтали на три неравные полосы: верхнюю красную в 1/5 полотнища, дугообразно сужающуюся к углам у древка и так же расширяющуюся до 2/5 ширины полотнища у свободного края полотнища, среднюю зелёную в 3/5 ширины полотнища и синюю в 1/5 полотнища, воспроизводящее в центре гербовую композицию: жёлтого токующего глухаря, стоящего на синей полосе, и, посередине границы красной и зелёной полос, — жёлтый хлеб с белой солонкой».

## Обоснование символики
Флаг муниципального образования «Чебаркульский район» по своему содержанию един и гармоничен: все фигуры флага аллегорически показывают, что Чебаркульский район в основе своей является сельскохозяйственным районом.
Главной фигурой флага является глухарь — птица, аллегорически символизирующая свободу, дыхание жизни. Глухарь всегда токует на рассвете, тем самым, предвосхищая наступление нового дня — «для каждого дела существует подходящее время».
Жёлтый цвет (золото) — это цвет солнца, богатства, плодородия, эликсира жизни, символизирует величие, уважение.
Дугообразное деление верхней части полотнища аллегорически показывает Уральские горы, их природные богатства района, неразрывную связь с окружающей природой.
Красный цвет символизирует труд, жизнеутверждающую силу, мужество, праздник, красоту.
Северная часть Чебаркульского района — край голубых озёр, что показано во флаге синей частью. Памятниками природы являются озёра Большой Кисегач и Еловое, на берегах которых расположились известные здравницы и «зелёные острова» — Чебаркульский и Варламовский боры.
Синий цвет (лазурь) — символ возвышенных устремлений, мышления, искренности и добродетели.
Зелёная часть флага показывает также богатый и разнообразный животный мир Чебаркульского района.
Зелёный цвет — символ весны, радости, надежды, природы, а также символ здоровья.